# Ишхой-Юртовское сельское поселение
Ишхой-Юртовское се́льское поселе́ние — муниципальное образование в Гудермесском районе Чечни Российской Федерации.
Административный центр — село Ишхой-Юрт.

## История
Статус и границы сельского поселения установлены Законом Чеченской Республики от 27 февраля 2009 года № 19-р «Об образовании муниципального образования Гудермесский район и муниципальных образований, входящих в его состав, установлении их границ и наделении их соответствующим статусом муниципального района, городского и сельского поселения».

## Население
| 2010  | 2012  | 2013  | 2014  | 2015  | 2016  | 2017  |
| ----- | ----- | ----- | ----- | ----- | ----- | ----- |
| 3800  | ↗3947 | ↗4007 | ↗4065 | ↗4107 | ↗4157 | ↗4246 |
| 2018  | 2019  | 2020  | 2021  | 2023  | 2024  |       |
| ↗4278 | ↗4327 | ↗4357 | ↗5269 | ↗5345 | ↗5385 |       |

## Состав сельского поселения
| № | Населённый пункт | Тип населённого пункта       | Население |
| - | ---------------- | ---------------------------- | --------- |
| 1 | Ишхой-Юрт        | село, административный центр | ↗5385     |